# رابرت او کوک
رابرت او کوک (انگلیسی: Robert O. Cook؛ ۲۷ سپتامبر ۱۹۰۳ – ۹ نوامبر ۱۹۹۵) یک مهندس صدا، و مهندس اهل ایالات متحده آمریکا بود. 